# Šaratice
Šaratice (deutsch Scharatitz, früher Scharaditz) ist eine Gemeinde in Tschechien. Sie liegt vier Kilometer nordöstlich von Újezd u Brna und gehört zum Okres Vyškov.

## Geographie

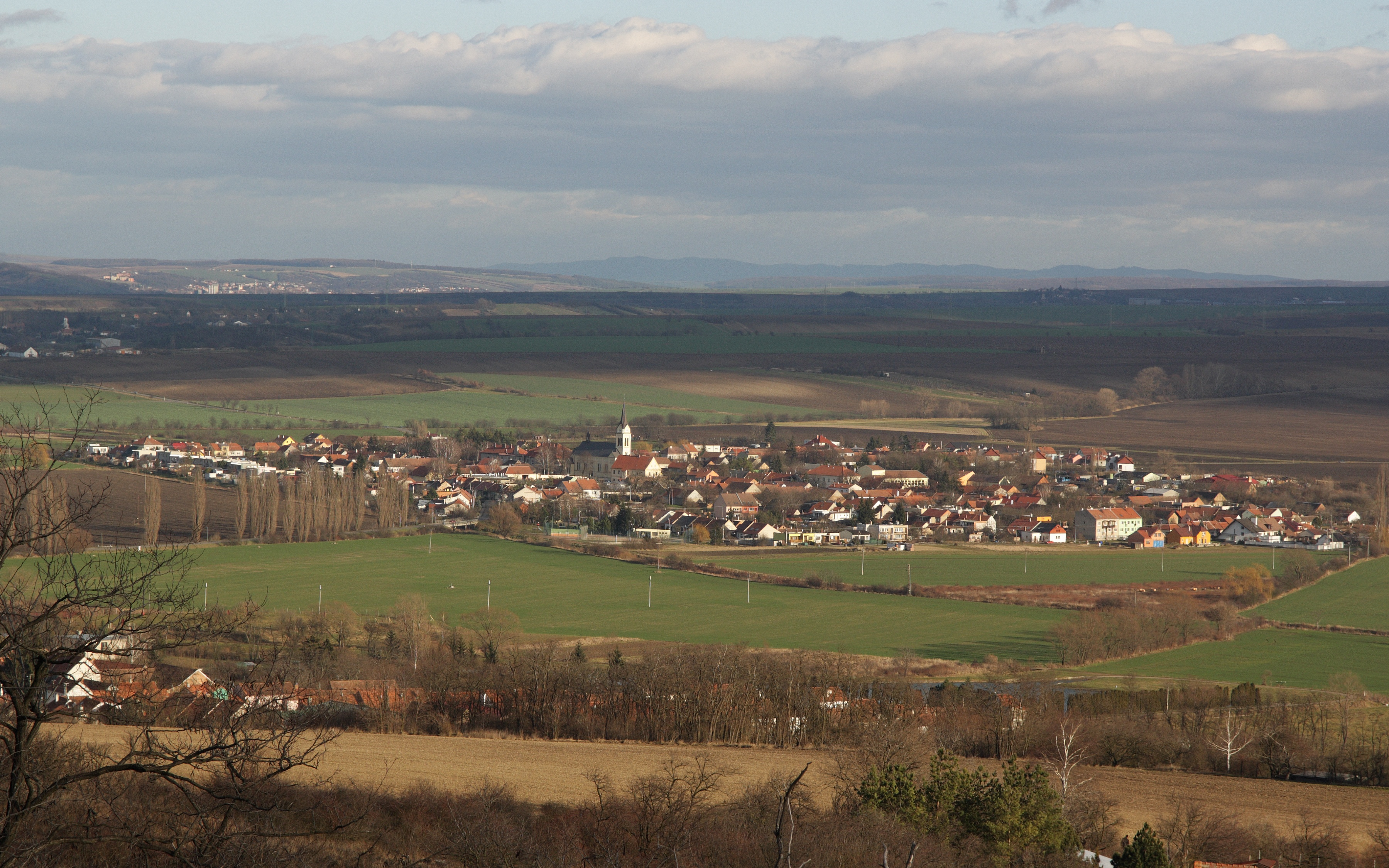
Šaratice (2014)

Šaratice befindet sich im äußersten Nordosten der Thaya-Schwarza-Talsenke am linken Ufer der Litava (Leitha). Westlich erhebt sich die Stará hora (307 m) und im Nordwesten der Pracký kopec (Pratzeberg, 324 m). Nordwestlich des Dorfes führt die Eisenbahnstrecke von Brno nach Přerov vorbei, die nächste Bahnstation ist Hostěrádky-Rešov. Gegen Süden und Südwesten liegen Brunnen des Heilwassers Šaratica. Westlich befindet sich die Wüstung Naloch.
Nachbarorte sind Zbýšov im Norden, Křenovice, Hrušky und Vážany nad Litavou im Nordosten, Kavriánov, Heršpice und Nížkovice im Osten, Kobeřice u Brna und Milešovice im Südosten, Otnice im Süden, Rychmanov und Újezd u Brna im Südwesten, Hostěrádky-Rešov im Westen sowie Prace im Nordwesten.

## Geschichte
Archäologische Funde belegen eine Besiedlung der Gegend seit der Urgeschichte. Die ältesten Spuren menschlichen Lebens stammen von Mammutjägern aus der Zeit zwischen 40.000 und 25.000 v. Chr. Weiterhin wurde eine Grabstätte der Schnurkeramikkultur aus der Zeit um 4500 v. Chr., Gefäße und goldene Ohrringe der Glockenbecherkultur und Gräber der Lausitzer Kultur aus der Mittleren Bronzezeit. Auf der Anhöhe Kopeček befand sich wahrscheinlich ein Fürstengrab der Horakower Kultur (Horákovská kultura) aus der Hallstattzeit vom 7. Jahrhundert v. Chr. Reste von großen Pfahlbauten sowie 156 Brandgräber lassen sich in die ersten vier Jahrhunderte nach Beginn der Zeitrechnung datieren. Außerdem wurden 33 Gräber aus der Langobardenzeit zwischen 400 und 600 sowie vier slawische Gräber und ein konradinischer Denar aus der altmährischen Zeit zwischen 600 und 1000 aufgefunden.
Die erste schriftliche Erwähnung von Šaratice erfolgte im Jahre 1209 in einer durch Papst Innozenz III. bestätigten Schenkungsurkunde Sophie von Klobouks an das Prämonstratenserkloster Obrowitz. Darin ist auch zu entnehmen, dass das Dorf durch Sophies Mann Lev von Klobouk gegründet worden ist. Der Ortsname leitet sich vom Personennamen Žerata bzw. Žirata ab. Eine weitere Erwähnung des Ortes findet sich in einer Besitzbestätigungsurkunde Papst Gregors IX. vom 24. September 1237. Im Jahre 1314 erteilte König Johann von Luxemburg den Obrowitzer Untertanen, namentlich denen in Scharatitz das freie Bürgerrecht. Infolge der Niederbrennung des Klosters durch die Hussiten im Jahre 1433, dem Klosterbrand von 1638 und einer erneuten Brandstiftung durch die Schweden im Jahre 1645 sind nur wenige Dokumente aus der Zeit vor dem 17. Jahrhundert erhalten geblieben. Das Dorf Naloch wird seit 1545 als wüst genannt. Seit 1654 wurden in Šaratice Matriken geführt. Im Hufenregister sind für Šaratice 50 Anwesen aufgeführt, davon lagen 15 infolge des Dreißigjährigen Krieges wüst. 1695 wurde eine einklassige Pfarrschule eingerichtet, die auch von den Kindern aus Hostěrádky, Zbýšov und Vážany besucht wurde. Im Jahre 1718 bestand das Dorf aus 41 Wirtschaften. Zwei Jahre später lebten in den 66 Häusern von Šaratice 456 Personen. Nach der Aufhebung des Klosters im Zuge der Josephinischen Reformen fiel Šaratice 1784 dem Religionsfonds zu. 1785 wurde östlich neben Scharatitz auf den früheren Klostergütern das Dorf Kawrianow angelegt. Diese Ortsgründung führte dazu, dass 1788 die Schule in Scharatitz erweitert werden musste. Am 2. Dezember 1805 fand westlich des Dorfes die Dreikaiserschlacht statt, dabei erlitt der Ort schwere Schäden. 1807 wurde der Meierhof Scharatitz-Schinkowitz von den Obrowitzer Gütern abgetrennt und an den k.k. Truchseß Anton Mayer von Mayern verkauft. 1830 verkaufte die k.k. Staatsgüter-Veräußerungs-Kommission die Herrschaft Obrowitz mit allem Zubehör meistbietend für 222000 Gulden an Franz Xaver von Dietrichstein-Proskau. Zum Allodialgut Scharatitz gehörten zu dieser Zeit die Dörfer Scharatitz, Zbegschow und Cawrianow. Im Jahre 1834 wurde der neue Friedhof angelegt. Im selben Jahre bestand das Dorf aus 76 Häusern und hatte 428 Einwohner.
Nach der Ablösung der Patrimonialherrschaften bildete Šaratice ab 1850 eine Gemeinde in der Bezirkshauptmannschaft Wischau. 1855 wurde ein neues zweistöckiges Schulhaus eingeweiht. Im Jahre 1869 wurde Šaratice zur Marktgemeinde erhoben und erhielt das Recht zur Abhaltung von zwei Jahrmärkten. Im selben Jahre wurde die Bahnstrecke Brno – Přerov eingeweiht, Bahnhöfe entstanden in Sokolnice und Křenovice. Das Wasser der Scharatitzer Bitterquelle wird seit 1888 zu Heilzwecken verwendet. Im Jahre 1890 lebten in Šaratice 648 Menschen. Die Freiwillige Feuerwehr Scharatitz gründete sich 1891. 1909 wurde eine neue dreiklassige Dorfschule eingeweiht. 1913 erhielt Šaratice ein Postamt. Kavriánov wurde 1919 nach Šaratice eingemeindet und verlor 1923 seinen Status als Ortsteil. Zwischen 1949 und 1959 war Šaratice Teil des Okres Slavkov und kam nach dessen Auflösung zum Okres Vyškov zurück. Zwischen 1976 und 1990 waren Hostěrádky-Rešov und Zbýšov eingemeindet, sie bilden seither wieder eigene Gemeinden. Um Šaratice befinden sich mehrere Weinberge. Eingepfarrt sind Kavriánov, Zbýšov, Hostěrádky und Vážany nad Litavou.

## Gemeindegliederung
Für die Gemeinde Šaratice sind keine Ortsteile ausgewiesen. Zu Šaratice gehört die Ortslage Kavriánov (Cawrianow).

## Sehenswürdigkeiten
- Pfarrkirche St. Nikolaus, neoromanischer Bau aus den Jahren 1902–1903. Sie entstand nach Plänen des Baumeisters Richard Martin aus Segen Gottes an der Stelle der alten Kirche. Die 1697 gegossene Glocke Poledňák stammt aus der alten Kirche und wurde nach der Einziehung im Zweiten Weltkrieg in Prag wiedergefunden.
- barocke Statue des hl. Johannes von Nepomuk, vor der Kirche, geschaffen im 18. Jahrhundert
- Pfarrhaus, erbaut 1665
- Hügel Kopeček, bei Kavriánov über der Straße nach Hrušky, archäologische Fundstätte aus der Zeit der Völkerwanderung sowie slawische Grabstätte
- Brunnen des Heilwassers Šaratica, auf der Flur Kaluženy südlich des Dorfes, geschützt als Kulturdenkmal
- Steinkreuze
- Betsäule